# قيم متصلة وقيم متقطعة
في الديناميكيات (نُظُم) الرياضية، يعتبر الزمن المتقطع والزمن المستمر إطارين بديلين يمكن من خلالهما تمثيل المتغيرات التي تتغير بمرور الزمن.

## الزمن المتقطع

إشارة متقطِّعة

ينظر الزمن المتقطِّع إلى قيم المتغيرات على أنها تحدث في «نقاط زمنية» منفصلة ومتقطعة أو بشكل مكافئ أن القيم لم تتغير في كل منطقة زمنية غير صفرية («الفترة الزمنية»)— أي يُنظر إلى الزمن على أنه متغير منفصل. وبالتالي فإن المتغير غير الزمني ينتقل من قيمة إلى أخرى بانتقال الزمن من فترة زمنية إلى أخرى. على سبيل المثال ساعة رقمية تعطي قراءة ثابتة تبلغ 10:37 لفترة من الزمن، ثم تنتقل إلى قراءة ثابتة جديدة هي 10:38 الخ. في هذا الإطار، يتم قياس كل متغير من المتغيرات ذات الأهمية مرة واحدة كل فترة زمنية. عدد القياسات بين أي فترتين زمنيتين محدود. تتم القياسات نموذجياً بقيم صحيحة متسلسلة للزمن المتغير.
الإشارة المتقطعة أو إشارة الزمن المتقطع هي متسلسلة زمنية تتكون من متتالية من الكميات.
على عكس إشارة الزمن المستمر فإن إشارة الزمن المتقطع ليست دالة في متغير مستمر؛ ومع ذلك ربما تم الحصول عليها عن طريق أخذ عينات من إشارة الزمن المستمر. عندما يتم الحصول على إشارة زمنية متقطعة بأخذ عيناتٍ من تسلسل في أوقات متباعدة بشكل متساويٍ، ويكون لها معدل أخذ عينات.
قد يكون لإشارات الزمن المنفصل عدة أصول، ولكن يمكن تصنيفها عادةً في واحدة من مجموعتين:
- عن طريق الحصول على قيم إشارة تناظرية بمعدل ثابت أو متغير. هذه العملية تسمى أخذ العينات (الاستعيان).[2]
- من خلال مراقبة عملية زمنية منفصلة متقطعة، مثل قيمة الذروة الأسبوعية لمؤشر اقتصادي معين.

## الزمن المستمر

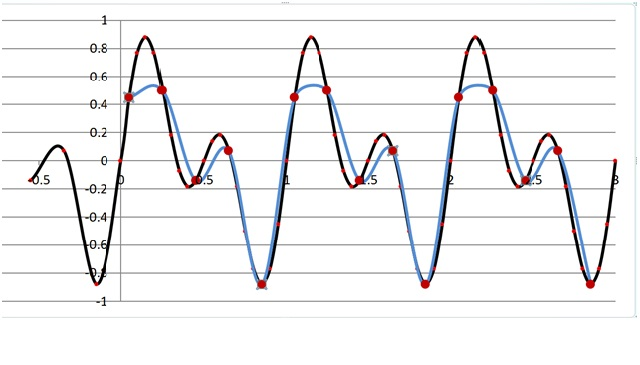

في المقابل ينظر الزمن المستمر إلى المتغيرات على أنها ذات قيمة معينة في فترة زمنية قصيرة جداً متناهية الصغر. بين أي نقطتين زمنيتين هناك عدد لا نهائي من النقاط الزمنية. يمتد «الزمن» المتغير عبر خط الأعداد الحقيقية بأكمله -(أو اعتمادًا على السياق)- أو على مجموعة جزئية منه مثل القيم الحقيقية غير السالبة. وهكذا يُنظر إلى الزمن على أنه متغير مستمر.
الإشارة المستمرة أو إشارة الزمن المستمر هي كمية متغيرة (إشارة) يكون مجالها Domain والذي غالبًا ما يكون زمناً، عبارة عن سلسلة متصلة (على سبيل المثال فترة زمنية متصلة من القيم الحقيقية). أي أن مجال الدالة عبارة عن مجموعة غير معدودة (لا نهائية). ليس بالضرورة أن تكون الدالة نفسها مستمرة. على النقيض من ذلك فإن إشارة الزمن المتقطع مجالها قابل للعد، مثل الأعداد الطبيعية.
تُعرف الإشارة ذات السعة والزمن المستمرين بإشارة الزمن المستمر أو الإشارة التناظرية. سيكون لهذه (الإشارة) قيمة فريدة في كل لحظة زمنية. تعتبر الإشارات الكهربائية التي تمثل الكميات الفيزيائية (معايرةً أو قياساً)مثل درجة الحرارة والضغط والصوت الخ. إشارات مستمرة عامةً. من أمثلة الإشارات المستمرة الموجة الجيبية، موجة جيب التمام، الموجة المثلثية إلخ.
يتم تعريف الإشارة عبر مجال قد يكون محدودًا أو لا ويتم إيجاد قيمة الإشارة من ذاك المجال. تعني «استمرارية متغير الزمن» فيما يتعلق بقانون كثافة الأرقام الحقيقية، أنه يمكن العثور على قيمة الإشارة في أي نقطة زمنية عشوائية.
مثال نموذجي للإشارة ذات الفترات اللانهائية هو:
{\displaystyle f(t)=\sin(t),\quad t\in \mathbb {R} }
الإشارة أعلاه ولكن بمدة زمنية محدودة:
{\displaystyle f(t)=\sin(t),\quad t\in [-\pi ,\pi ]} و {\displaystyle f(t)=0} خلاف ذلك.
قد تكون قيمة الإشارة المحدودة (أو اللانهائية) محدودة وقد لا تكون كذلك. على سبيل المثال:
{\displaystyle f(t)={\frac {1}{t}},\quad t\in [0,1]} و {\displaystyle f(t)=0} خلاف ذلك
هي إشارة مدتها محدودة ولكنها تأخذ قيمة غير محدودة لها {\displaystyle t=0\,}.
في العديد من التخصصات، يتمثل العرف في أن الإشارة المستمرة يجب أن يكون لها دائمًا قيم محدودة، الأمر الذي يكون منطقياً في حالة الإشارات الفيزيائية.
بالنسبة لبعض الأغراض تكون التفردات اللانهائية مقبولة طالما أن الإشارة قابلة للتكامل على أي فترة زمنية محدودة (على سبيل المثال، {\displaystyle t^{-1}} إشارة غير قابلة للتكامل عند اللانهاية، ولكن {\displaystyle t^{-2}} يمكن تكاملها).
أي إشارة تناظرية هي مستمرة بطبيعتها. يمكن الحصول على إشارات الزمن المتقطع والمستخدمة في معالجة الإشارات الرقمية، عن طريق
أخذ العينات وتكميم (معالجة) الإشارات المستمرة.
يمكن أيضًا تعريف الإشارة المستمرة عبر متغير مستقل غير الزمن. متغير مستقل آخر شائع جدًا هو البعد الفضائي وهو مفيد بشكل خاص في معالجة الصور حيث يتم استخدام بعدين من الفضاء.

## السياقات ذات الصلة
غالبًا ما يتم استخدام الزمن المنفصل عند استخدام القياسات التجريبية، لأنه عادةً ما يكون من الممكن فقط قياس المتغيرات بالتسلسل. على سبيل المثال، في حين أن النشاط الاقتصادي يحدث فعليًا بشكل مستمر، فلا توجد لحظة يكون فيها الاقتصاد في حالة توقف تام، فمن الممكن فقط قياس النشاط الاقتصادي بشكل منفصل. لهذا السبب ، ستظهر البيانات المنشورة حول الناتج المحلي الإجمالي، على سبيل المثال، سلسلة من القيم ربع السنوية.
عندما يحاول المرء أن يشرح تجريبياً مثل هذه المتغيرات من حيث المتغيرات الأخرى و / أو قيمها السابقة، يستخدم المرء سلسلة زمنية أو طرق انحدار يتم فيها فهرسة المتغيرات برمز منخفض يشير إلى الفترة الزمنية التي حدثت فيها الملاحظة. على سبيل المثال، قد تشير y t إلى قيمة الدخل التي لوحظت في فترة زمنية غير محددة t ، y 3 إلى قيمة الدخل الملاحظة في الفترة الزمنية الثالثة، إلخ.
علاوة على ذلك، عندما يحاول الباحث تطوير نظرية لشرح ما يتم ملاحظته في زمن منفصل، غالبًا ما يتم التعبير عن النظرية نفسها في زمن منفصل من أجل تسهيل تطوير سلسلة زمنية أو نموذج انحدار.
من ناحية أخرى، غالبًا ما يكون بناء النماذج النظرية في زمن مستمر أمرًا أكثر قابلية للرياضيات، وغالبًا في مجالات مثل الفيزياء، يتطلب الوصف الدقيق استخدام الزمن المستمر. في سياق زمني مستمر، يتم الإشارة إلى قيمة المتغير y في نقطة زمنية غير محددة على أنها y (t) أو، عندما يكون المعنى واضحًا، ببساطة y .

## أنواع المعادلات

### الزمن المتقطع
يستخدم الزمن المنفصل معادلات الاختلاف، والمعروفة أيضًا باسم علاقات التكرار. مثال يُعرف بالخريطة اللوجيستية أو المعادلة اللوجيستية هو
{\displaystyle x_{t+1}=rx_{t}(1-x_{t}),}
حيث r عبارة عن معلم أو معامل في النطاق من 2 إلى 4، و x متغير في النطاق من 0 إلى 1 تؤثر قيمته في الفترة t بشكل غير خطي على قيمتها في الفترة التالية (t +1). على سبيل المثال إذا كانت {\displaystyle r=4} و {\displaystyle x_{1}=1/3}، ثم بالنسبة إلى (t = 1) لدينا {\displaystyle x_{2}=4(1/3)(2/3)=8/9}، و (t = 2) لدينا {\displaystyle x_{3}=4(8/9)(1/9)=32/81} .
مثال آخر يمثل تغير السعر P استجابةً للطلب الزائد غير الصفري لمنتج مثل:
{\displaystyle P_{t+1}=P_{t}+\delta \cdot f(P_{t},...)}
حيث {\displaystyle \delta } هي عامل سرعة التغير(adjustment) الموجبة التي تكون أقل من أو تساوي 1، وحيث {\displaystyle f} هي دالة الطلب الزائد.

### الزمن المستمر
يستخدم الزمن المستمر المعادلات التفاضلية. على سبيل المثال يمكن نمذجة تغير السعر P استجابةً للطلب الزائد غير الصفري لمنتج ما في زمن مستمر على النحو التالي:
{\displaystyle {\frac {dP}{dt}}=\lambda \cdot f(P,...)}
حيث يكون الجانب الأيسر هو المشتقة الأولى للسعر بالنسبة للزمن (أي معدل تغير السعر أو المعدل الزمني لتغير السعر)، {\displaystyle \lambda } هي عامل سرعة التغير والتي يمكن أن تكون أي رقم محدود موجب، و {\displaystyle f} هي مرة أخرى دالة الطلب الزائد.

## تصوير رسومي
يمكن رسم متغير يقاس في زمن منفصل كدالة خطوة، حيث يتم إعطاء كل فترة زمنية منطقة على المحور الأفقي بنفس الطول مثل كل فترة زمنية أخرى، ويتم رسم المتغير المقاس على أنه ارتفاع يظل ثابتًا طوال الزمن منطقة الفترة الزمنية. في هذه التقنية الرسومية، يظهر الرسم البياني كسلسلة من الخطوات الأفقية. بدلاً من ذلك، يمكن رؤية كل فترة زمنية كنقطة منفصلة في الزمن المناسب، عادةً بقيمة عدد صحيح على المحور الأفقي، ويتم رسم المتغير المقاس على أنه ارتفاع فوق نقطة المحور الزمني هذه. في هذه التقنية، يظهر الرسم البياني كمجموعة من النقاط.
يتم رسم قيم المتغير المُقَاسَة في الزمن المستمركدالة مستمرة، حيث يعتبر مجال الزمن هو المحور الحقيقي بأكمله أو على الأقل جزء منه متصل.

## اقرأ أيضا
1. بيانات رقمية
2. نموذج رياضي
3. استعيان
4. تحويل زد